# انریکو پیرانونزی
انریکو پیرانونزی (ایتالیایی: Enrico Pieranunzi؛ زادهٔ ۵ دسامبر ۱۹۴۹) یک موسیقی‌دان و نوازنده پیانو اهل ایتالیا است. وی از سال ۱۹۷۵ میلادی تاکنون مشغول فعالیت بوده‌است.
او در نوازندگی‌اش، ترکیبی از سبک‌های جاز و کلاسیک را بکار می‌برد.
بخشی از پیانویی که در فیلم سینمایی «سینما پارادیزو» شنیده می‌شود، توسط او نواخته شده است.